# Notació musical catalana
La Notació musical catalana és una de les tipologies de notació neumàtica del cant gregorià que va ser vigent a l'Occident europeu des de finals del segle IX fins al segle xii. Es tracta, doncs, d'una notació musical de caràcter mnemotècnic, per ajudar a la memòria dels cantors a recordar el curs melòdic dels cants litúrgics de l'època. Es tracta d'una tipologia absolutament diferenciada de les altres, que té un curs evolutiu complet i que desapareixerà a finals del segle xii davant els enormes avantatges d'adaptació a la diastematia de la notació aquitana, que serà la que acabarà fent el pas a la notació quadrada del cant gregorià.
La seva aparició, al segle ix, és paral·lel a la de diverses notacions neumàtiques europees dins del corrent d'unificació litúrgica pròpia de l'època. Probablement creada a l'entorn litúrgic de la diòcesi de Narbona, va acompanyar el procés de reimplantació de la litúrgia cristiana durant el procés de conquesta territorial per part dels comtes catalans de l'època alt-medieval. El primer manuscrit datat que en conservem és l'acta de consagració de l'església de Sant Andreu de Tona de l'any 889 (Biblioteca de Catalunya, pergamí 9.135 2-VIII-2), malgrat hi ha altres manuscrits de la mateixa època o potser lleugerament més antics.
El nom de notació catalana li fou donat per primera vegada l'any 1906 per Dom Maur Sablayrolles, monjo de l'Abadia d'Encalcat (Dornha) resident a Catalunya, en detectar durant els seus estudis sobre manuscrits gregorians la presència d'una notació que desconeixia en l'àmbit dels còdex que trobava a Catalunya.
Pertany a la família dels neumes-accents i té una morfologia única que la fa singular en tots els aspectes (angle neumàtic, morfologia concreta de cada neuma, enllaços gràfics entre cada signe neumàtic, neumes en composició, etc.).
Des d'uns inicis amb l'escriptura d'uns signes neumàtics de caràcter molt arcaic amb nombrosos enllaços, anirà evolucionant cap a la individualització dels neumes i un millor repartiment dels espais gràfics. Al segle xii, els escribes d'aquesta notació l'adapten a les necessitats de la diastematia per aconseguir un millor resultat memorístic per als cantors. Però les importants relacions de les institucions eclesiàstiques catalanes amb les d'Occitània en aquesta època', i els avantatges tècnics i pedagògics de la notació aquitana, acabaran provocant la desaparició de la notació catalana que no aconseguirà adaptar-se plenament a l'aparició del pautat d'una i dues ratlles habitual en aquest període. La notació catalana acabarà essent oblidada i no arribarà al segle xiii